# Ivan Egorovič Zabelin
Ivan Egorovič Zabelin (in russo Иван Егорович Забелин?; Tver', 29 settembre 1820 – Mosca, 13 gennaio 1908) è stato un archeologo e storico russo.
Fondatore, nel 1872, con altri del Museo statale di storia ubicato nella Piazza Rossa, è stato il principale studioso della storia di Mosca. Fu membro dell'Accademia russa delle scienze.

## Pubblicazioni
- Materialy dlja istorii, archeologii i statistiki goroda Moskvy ("Materiali per la storia, l'archeologia e la statistica della città di Mosca"), 1884-91
- Istorija goroda Moskvy ("Storia della città di Mosca"), 1902)
- Russkoe iskusstvo ("L'arte russa"), 1900